# Узяк (Татарстан)
Узяк — поселок в Тюлячинском районе Татарстана. Административный центр Узякского сельского поселения.

## География
Находится в северо-западной части Татарстана на расстоянии приблизительно 2 км на юго-восток от районного центра села Тюлячи у речки Мёша.

## История
Основан в 1919-23 годах, с 1931 года посёлок совхоза им. Сталина, с 1957 года современное название.

## Население
Постоянных жителей было: в 1958—744, в 1970—1039, в 1979—959, в 1989—948, 988 в 2002 году (татары 84 %), 947 в 2010.